# Alacska
Alacska község Borsod-Abaúj-Zemplén vármegyében, a Kazincbarcikai járásban.

## Fekvése
A község zsákfalu a Bükk hegységtől északra, Sajószentpéter városától 4 km-re nyugatra. Közúton a 26-os főútból Sajószentpéteren délnyugatnak kiágazó 25 129-es számú mellékúton érhető el. Vasútvonal nem érinti.

## Története
A nevét tartalmazó legrégibb fennmaradt oklevelet 1280 körül készítették Alacskay Zadur leánya Haripáni Izóth özvegye perével kapcsolatban. Ötven évvel később, 1330-ban a pápai tizedjegyzékben szerepelt a falu neve.
Alacska a török időkben is lakott maradt, lakói ekkor Fülekre fizették az adót.
A 19. századtól a 20. század elejéig a falu legnagyobb birtokosa a Miklósvári Miklós család volt.
A 20. század elején Borsod vármegye Sajószentpéteri járásához tartozott.
Az 1910-es összeíráskor 820 lakosából 817 magyar volt, közülük 97 római katolikus, 670 pedig református.

## Közélete

### Polgármesterei
- 1990–1994: Bencs Miklósné (független)[4]
- 1994–1998: Dr. Simon László (független)[5]
- 1998–2000: Dr. Simon László (független)[6]
- 2000–2002: Czinke Csaba (független)[7][8]
- 2002–2006: Ujlaki Béla (független)[9]
- 2006–2010: Ujlaki Béla (független)[10]
- 2010–2014: Ujlaki Béla (független)[11]
- 2014–2019: Ujlaki Béla (független)[12]
- 2019–2024: Ujlaki Béla (független)[13]
- 2024– : Ujlaki Béla (független)[1]

A településen 2000. augusztus 27-én időközi polgármester-választást tartottak, az előző polgármester halála miatt.

## Népesség
A település népességének alakulása:
| Lakosok száma | 801  | 799  | 778  | 696  | 656  | 670  | 635  |
|               | 2013 | 2014 | 2015 | 2021 | 2022 | 2023 | 2024 |

A 2001-es népszámlálás adatai szerint a településnek csak magyar lakossága volt.
A 2011-es népszámlálás során a lakosok 92,9%-a magyarnak mondta magát (7,1% nem nyilatkozott). A vallási megoszlás a következő volt: római katolikus 8%, református 69,1%, görögkatolikus 1,4%, felekezet nélküli 10,3%, (9,7% nem nyilatkozott).
2022-ben a lakosság 91,6%-a vallotta magát magyarnak, 0,2% németnek, 0,2% ruszinnak, 2,4% egyéb, nem hazai nemzetiségűnek (8,4% nem nyilatkozott; a kettős identitások miatt a végösszeg nagyobb lehet 100%-nál). Vallásuk szerint 7,5% volt római katolikus, 47,6% református, 1,8% görög katolikus, 0,6% egyéb keresztény, 11,7% felekezeten kívüli (30,5% nem válaszolt).

## Látnivalók
- Református templomának alapjai Árpád-koriak. Szép festett kazettás famennyezete van. A református gyülekezet 2001-ben millenniumi zászlót adományozott a felvidéki Nemesradnót gyülekezetének.
- Miklósvári Miklós-kastély
- Helytörténeti gyűjtemény

## Híres alacskaiak
- Gelei József író, tanár, az első magyar Robinson Crusoe-fordító (Alacska, 1754. december 6. - Miskolc, 1838. március 1.)
- A gyertyános-völgyi függőaknás bánya egykor Kandó Kálmán tulajdonában volt.
- Miklósvári Miklós Ödön (1856–1923) földművelésügyi államtitkár, főrend.
- Pappné Ábrahám Judit posztumusz hadnagy (1978–2010), az afganisztáni Magyar Honvédség Tartományi Újjáépítési Csoportban szolgáló katona, aki Afganisztán Baglán tartományának a székhelyén, Pol-e Homriban egy 2010. augusztus 23-i támadás során életét vesztette.

## Képgaléria

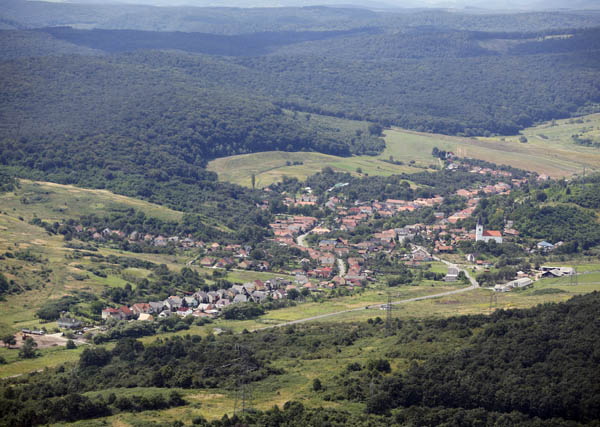
Légifotó a településről
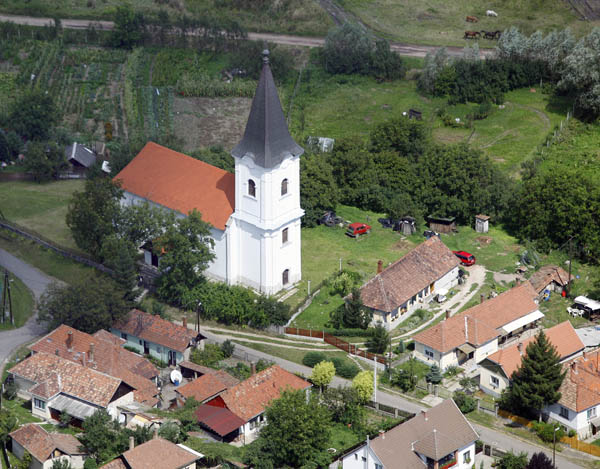
A református templom és környéke